# Imputazione omicidio
Imputazione omicidio (The Man in the Net) è un film noir del 1959 diretto da Michael Curtiz e interpretato da Alan Ladd e Carolyn Jones.
Il film è tratto dal romanzo The Man in the Net, scritto nel 1956 da Patrick Quentin (pseudonimo di Hugh Callingham Wheeler) e stampato in Italia l'anno successivo con il numero 438 nella collana Il Giallo Mondadori, con il titolo Il limite del furore.

## Trama
Il grafico pubblicitario John Hamilton si trasferisce da New York nel più tranquillo Connecticut per dedicarsi alla pittura e tenere meglio sotto controllo la moglie Linda, nevrotica e con problemi di alcolismo. Da subito John viene trattato come un estraneo dalla maggior parte della gente e Linda rimpiange sempre di più la vita sociale della metropoli. L'invito ad un party organizzato dai vicini Brad e Vickie Carey non fa che peggiorare le cose: visibilmente ubriaca, Linda fa una scenata facendo credere agli invitati di essere stata picchiata dal marito, al quale più tardi confessa di avere una relazione con lo sceriffo locale.
John si reca a New York per un colloquio di lavoro combinato a sua insaputa dalla moglie, che al suo ritorno risulta scomparsa. Il ritrovamento del cadavere porta la polizia e i vicini a sospettare di John, il quale riesce a sfuggire ad un linciaggio trovando rifugio in una grotta grazie ad alcuni bambini, gli unici con cui è riuscito ad entrare in amicizia. Messosi a indagare per proprio conto, trova un nastro magnetico su cui è inciso un colloquio fra sua moglie e un uomo; attraverso questo nastro la verità viene a galla e John riesce a smascherare i veri responsabili dell'omicidio.

## Produzione
Alla fine del 1957, un anno dopo la pubblicazione del romanzo, la Mirisch Corporation decise di acquistarne i diritti per la realizzazione di una pellicola cinematografica. La compagnia fondata da Walter Mirisch, che produceva da controllata i film distribuiti dalla United Artists, affidò la direzione del film a Michael Curtiz mentre per la sceneggiatura fu ingaggiato Reginald Rose, che con la Mirisch aveva recentemente collaborato per Dove la terra scotta di Anthony Mann.
Dopo essere stato protagonista di due film noir classici come Il fuorilegge e La chiave di vetro, entrambi del 1942, la popolarità di Alan Ladd aveva cominciato a declinare e in questo periodo l'attore era alla ricerca di un buon film con il quale ritrovare il successo. Acconsentì perciò a partecipare al film di Curtiz, con il quale aveva da poco recitato nel western L'orgoglioso ribelle.
Le riprese iniziarono il 23 giugno 1958 e furono effettuate soprattutto ai Samuel Goldwyn Studios di Hollywood, mentre le esterne vennero girate a Framingham (Massachusetts) e a Thompson (Connecticut). Le sequenze relative a The Chimney House, una location molto presente nella storia, vennero girate presso il Roseland Cottage a Woodstock, sempre nel Connecticut.
I quadri dipinti dal protagonista del film vennero realizzati del pittore americano Harold Kramer.

## Distribuzione
Dopo essere uscito nel Regno Unito e in Svezia, il film venne distribuito negli Stati Uniti dalla United Artists a partire dal 10 giugno 1959.

### Date di uscita
- Regno Unito (The Man in the Net) - 26 aprile 1959
- Svezia (Fångad i nätet) - 29 maggio 1959
- USA (The Man in the Net) - 10 giugno 1959
- Francia (L'homme dans le filet) - 24 giugno 1959
- Finlandia (Mies verkossa) - 31 luglio 1959
- Germania Ovest (Das tödliche Netz) - 20 agosto 1959
- Austria (Das tödliche Netz) - gennaio 1960
- Turchia (Agdaki adam) - marzo 1960
- Messico (En la red de una mentira) - 17 marzo 1960
- Danimarca (Manden i nettet) - 18 luglio 1960

## Critica
Il film non riuscì ad avere un riscontro di pubblico alla sua uscita e ricevette soprattutto critiche negative. Nella sua recensione sul New York Times, l'11 giugno 1959 Richard W. Nason apprezzò più i dialoghi che gli aspetti melodrammatici della storia, ritenuti un po' stantii: «Le battute mostrano un appassionato amore per i bambini ed un sincero rispetto per il bisogno di interporre la realtà in una storia che diventa tediosamente familiare una volta che si adagia nella sua formula melodrammatica».

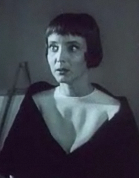
Carolyn Jones in una scena del film.

Craig Butler su AllMovie ha giudicato il film deludente e troppo inverosimile («I pezzi della trama stanno insieme solo perché lo scrittore ha deciso così, non perché starebbero logicamente insieme nella realtà») e la regia di Michael Curtiz "sorprendentemente debole", mentre il critico e scrittore Dennis Schwartz lo ha definito "un dramma irrilevante" sul magazine Ozus' World Movie Reviews, aggiungendo: «Oltre ad essere monotona, la storia sembra anche inverosimile. Il punto più debole del film è l'improbabile finale in cui coloro che avevano tentato di incastrare l'artista confessano così facilmente la loro colpevolezza».
Ancora più drastico è stato il giudizio che ne ha dato Jamie S. Rich di DVD Talk: «Il film evidenzia così poca abilità o mestiere che si potrebbe pensare sia stato fatto durante un weekend da una troupe di serie C lasciata sola in un backlot con un paio di rulli di pellicola e nient'altro di meglio da fare».
Anche la recitazione dei protagonisti non è stata ritenuta all'altezza dalla critica, soprattutto quella di Alan Ladd definita monotona e inefficace, e molti hanno apprezzato soprattutto la performance dei giovanissimi attori rispetto a quella degli "adulti".
Il critico Morando Morandini nel suo dizionario definisce il film «debole nella suspense, poco interessante nei personaggi, scialbo nella regia».
Una voce fuori dal coro è quella di Greg Woods del magazine The Eclectic Screening Room, secondo il quale Imputazione omicidio è un film noir "sorprendentemente avvincente": «Nonostante la storia possa apparire stereotipata, è resa coinvolgente per il brio che Curtiz conferisce al materiale... Il contegno taciturno e annoiato di Ladd si adatta bene al ruolo di un uomo sfruttato personalmente e professionalmente».